# Louis Hachette
Louis Christophe François Hachette, född 5 maj 1800, död 31 juli 1864, var en fransk bokförläggare.
Han grundade 1826 ett förlag i Paris, från 1892 benämnt Hachette & co. och från 1919 ombildat till aktiebolag. Företaget utgav pedagogiska och skönlitterära verk, planschverk och liknande, och blev snart ett av Frankrikes största förlag.